# 坂下テレビ中継局
坂下テレビ中継局（さかしたテレビちゅうけいきょく）は、岐阜県中津川市にあるテレビの中継局。

## 中継局概要

### デジタルテレビ
| リモコン キーID | 放送局名                              | 物理 チャンネル | 空中線電力 | ERP | 放送対象 地域 | 放送区域 内世帯数 | 偏波面   |
| --------------- | ------------------------------------- | --------------- | ---------- | --- | ------------- | ----------------- | -------- |
| 1               | THK 東海テレビ放送                    | 21ch            | 1W         | 5W  | 中京広域圏    | 約1,900世帯       | 水平偏波 |
| 2               | NHK 名古屋教育                        | 13ch            | 1W         | 5W  | 全国          | 約1,900世帯       | 水平偏波 |
| 3               | NHK 岐阜総合                          | 24ch            | 1W         | 5W  | 岐阜県        | 約1,900世帯       | 水平偏波 |
| 4               | CTV 中京テレビ放送                    | 19ch            | 1W         | 5W  | 中京広域圏    | 約1,900世帯       | 水平偏波 |
| 5               | CBCテレビ                             | 18ch            | 1W         | 5W  | 中京広域圏    | 約1,900世帯       | 水平偏波 |
| 6               | NBN 名古屋テレビ放送 愛称「メ～テレ」 | 22ch            | 1W         | 5W  | 中京広域圏    | 約1,900世帯       | 水平偏波 |
| 8               | GBS 岐阜放送 愛称「ぎふチャン」       | 32ch            | 1W         | 5W  | 岐阜県        | 約1,900世帯       | 水平偏波 |

## 廃止された局の概要

### アナログテレビ
| チャンネル | 放送局名                              | 空中線電力        | ERP               | 放送対象地域 | 放送区域 内世帯数 | 偏波面   | 放送終了日     |
| ---------- | ------------------------------------- | ----------------- | ----------------- | ------------ | ----------------- | -------- | -------------- |
| 50ch       | NHK 名古屋教育                        | 映像10W/ 音声2.5W | 映像100W/ 音声25W | 全国         | 2,260世帯         | 水平偏波 | 2011年 7月24日 |
| 52ch       | NHK 岐阜総合                          | 映像10W/ 音声2.5W | 映像100W/ 音声25W | 岐阜県       | 2,260世帯         | 水平偏波 | 2011年 7月24日 |
| 54ch       | CTV 中京テレビ放送                    | 映像10W/ 音声2.5W | 映像98W/ 音声24W  | 中京広域圏   | 2,260世帯         | 水平偏波 | 2011年 7月24日 |
| 56ch       | NBN 名古屋テレビ放送 愛称「メ～テレ」 | 映像10W/ 音声2.5W | 映像98W/ 音声24W  | 中京広域圏   | 2,260世帯         | 水平偏波 | 2011年 7月24日 |
| 58ch       | THK 東海テレビ放送                    | 映像10W/ 音声2.5W | 映像98W/ 音声24W  | 中京広域圏   | 2,260世帯         | 水平偏波 | 2011年 7月24日 |
| 60ch       | GBS 岐阜放送 愛称「ぎふチャン」       | 映像10W/ 音声2.5W | 映像105W/ 音声27W | 岐阜県       | 2,260世帯         | 水平偏波 | 2011年 7月24日 |
| 62ch       | CBC 中部日本放送                      | 映像10W/ 音声2.5W | 映像98W/ 音声24W  | 中京広域圏   | 2,260世帯         | 水平偏波 | 2011年 7月24日 |

## 所在地
- 中津川市坂下字乙姫 「伴僧坊山」[1]

## 放送エリア

### デジタルテレビ
- 中津川市の一部、約1,900世帯[2]。

### アナログテレビ
- 中津川中継局からの電波が届きにくい中津川市の旧・坂下町地区と旧・長野県木曽郡山口村地区をカバーしていた。
  - 長野県木曽郡南木曽町の一部地区でも当中継局の電波を直接受信可能であった。

## 歴史

### デジタルテレビ
- 2008年10月7日 予備免許交付[3]
- 2008年10月14日 試験放送開始
- 2008年11月26日 免許交付
- 2008年11月28日 放送開始

### アナログテレビ
- 1965年10月 NHK坂下テレビジョン中継放送所（NHK名古屋総合・教育）が開局。
- 1967年11月18日 CBC中部日本放送・坂下テレビ放送所、THK東海テレビ放送・坂下放送局、NBN名古屋テレビ放送・坂下テレビ放送局が開局。
- 1971年9月23日 GBS岐阜放送・坂下テレビジョン放送局が開局。
- 1973年2月17日 NHK岐阜放送局開局に伴い、総合テレビジョンの放送内容が、名古屋局から岐阜局に移行。
- 1974年4月頃 CTV中京テレビ放送・付知放送局が開局。
- 2011年7月24日 全局廃局となった。